# El Pedregal (Argentina)
El Pedregal es una localidad ubicada en el distrito Rodeo del Medio del departamento Maipú, provincia de Mendoza, Argentina. 
Se halla en el extremo norte del distrito, contigua a la localidad de Puente de Hierro, en el vecino Departamento Guaymallén, y se extiende principalmente alrededor de la calle Nicolás Serpa.
La población se agrupó en cercanías de la una antigua estación de ferrocarril, la cual tomó el nombre de El Pedregal por la gran cantidad de piedras en la zona, habida cuenta de que es un antiguo lecho de río. 
Es una zona mayoritariamente de fincas, olivares y viñedos, aunque predomina la horticultura, especialmente el cultivo de ajo, papa y cebolla; también hay numerosos comercios. A mediados de los años 2000 comenzó a tomar perfil de casas de fin de semana, por su cercanía al Gran Mendoza. 
En la zona vivirían unas 3 000 personas, y hay un delegado del distrito de Rodeo del Medio.
Una línea de colectivo la vincula con La Primavera y Rodeo del Medio.